# 穆扎夫法尔普尔
穆扎夫法尔普尔（Muzaffarpur），是印度比哈尔邦穆扎法尔布尔县的一个城镇。总人口305465（2001年）。

## 人口
该地2001年总人口305465人，其中男性163907人，女性141558人；0—6岁人口40949人，其中男21752人，女19197人；识字率70.12%，其中男性为74.72%，女性为64.79%。